# Танго кохання
«Танго кохання» (рос. Танго любви) — український мелодраматичний телевізійний фільм 2006 року режисера Івана Войтюка.

## Сюжет
Так часто буває, коли дрібниця або необережна кинуте слово руйнує молоду, люблячу один одного, подружню пару. І тільки опинившись на різних полюсах на самоті, молодих люди розуміють, що жити одне без одного не зможуть…

## У ролях
| Актор                | Роль                         |
| -------------------- | ---------------------------- |
| Катерина Вуличенко   | Катя, головна роль           |
| Данило Співаковський | Олексій, чоловік Каті        |
| Віра Сотникова       | мама Каті                    |
| Тіна Кароль          | Тіна                         |
| Дарина Лобода        | Ірина                        |
| Олексій Тритенко     | Славік                       |
| Лев Сомов            | Гарік                        |
| Василь Кухарський    | діджей                       |
| Анатолій Васильєв    | чоловік в санаторії          |
| Неоніла Білецька     | дружина в санаторії          |
| Анна Левченко        | кухар в санаторії            |
| Олена Нещерет        | кухар в санаторії            |
| Тетяна Кондратюк     | суддя                        |
| Анатолій Барчук      | чоловік в суді               |
| Катерина Кістень     | дівчина в дамській кімнаті   |
| Олена Скрипка        | дівчина в дамській кімнаті   |
| Ельвіра Хомюк        | завідувачка дитячим садочком |
| Наталія Кудрявцева   | консьєржка                   |
| Лариса Яценко        | няня                         |
| Олена Лазович        | повія                        |
| Дмитро Савицький     | Олег                         |
| Яна Соболевська      | співробітниця в офісі        |
| Олександра Попова    | співробітниця в офісі        |
| Ольга Дадукевич      | співробітниця в офісі        |
| Аліція Омельчук      | секретарка                   |
| Микола Досенко       | чоловік у вікні              |
| Галина Семененко     | жінка у вікні                |
| Дмитро Клибанський   | Сергій, син Каті і Олексія   |
| Олеся Жураківська    | епізод                       |
| Іван Войтюк          | епізод                       |
| Маргарита Жигунова   | епізод                       |
| Радислав Пономаренко | епізод                       |
| Алла Гордієнко       | епізод                       |
| Володимир Абазопуло  | епізод                       |

## Творча група
- Режисер: Іван Войтюк
- Сценаристи: Аркадій Гарцман, Ігор Шуб
- Оператор: Володимир Совяк-Круковський
- Художник: Ірина Гергель
- Продюсери: Іван Войтюк, Ігор Лопатьонок
- Композитор: Роман Бегей